# Ruth Scharling
Ruth Vibeke Scharling (født 1938) er en dansk politiker fra Det Konservative Folkeparti, der var borgmester i Thisted Kommune fra 1994 til 1997.
Scharling afløste venstremanden Svend Thorup, der ikke genopstillede, og blev den første kvindelige borgmester i Thisted Kommune. Ved valget kæmpede hun mod en anden kvinde, nemlig Venstres Kirsten Lodberg, om borgmesterposten. Ruth Scharling stod ved konstitueringen efter kommunalvalget i 1993 i spidsen for den såkaldte 13-mandsgruppe, der bestod af Konservative, Socialdemokratiet, Fremskridtspartiet samt den lokale Thyliste, og som havde som mål at sætte Venstre, der traditionelt havde haft magten i Thisted, fra bestillingen, og sikre et systemskifte. Det brogede flertal blev dog sat under pres i løbet af valgperioden, hvor Ruth Scharling som borgmester måtte kæmpe mod en skrantende økonomi samt mytteri i kommunalbestyrelsen. Til gengæld sørgede Ruth Scharling for at gøre borgmesterembedet mere synligt uden for rådhuset, hvor hun stod for en mere åben og ligefrem stil end sin forgænger.